# Лазебная, Марина Владимировна
Мари́на Влади́мировна Лазе́бная (укр. Марина Володимирівна Лазебна; род. 10 июня 1975, пгт. Песковка, Бородянский район, Киевская область, УССР, СССР) — украинский политик, кандидат экономических наук. С 4 марта 2020 года, после отставки правительства А. Гончарука, по 18 июля 2022 занимала должность министра социальной политики Украины.

## Биография
Марина Лазебная родилась в пгт. Песковка Бородянского района Киевской области.
После окончания общеобразовательной школы обучалась в Киевском государственном университете имени Т. Г. Шевченко, который закончила в 1998 году по специальности «экономист — менеджер».
В 2000 году заняла должность ведущего специалиста управления социальных прогнозов и экономической экспертизы социальных реформ Министерства экономики Украины. Затем была назначена заместителем начальника отдела пенсионной реформы и по вопросам европейской интеграции Украины.
В 2003 году перешла на работу в Секретариат Кабинета министров Украины, где была назначена главным специалистом Управления стратегии реформирования социальных отношений, а впоследствии — главным специалистом Управления социальной политики и труда.
С мая 2011 года работала на должности помощника Министра в отделе организации работы Вице-премьер-министра Секретариата Кабмина. Впоследствии заняла должность директора Департамента труда и занятости Министерства социальной политики Украины.
20 мая 2013 года Президентом Украины Януковичем была назначена председателем Государственной службы занятости Украины. Менее чем через год, 5 марта 2014 года, Кабинет министров Украины Яценюка постановлением № 90 ликвидировал Государственную службу занятости.
После ухода с государственной службы Марина Лазебная зарегистрировалась физическим лицом-предпринимателем, чтобы заниматься «консультированием по вопросам коммерческой деятельности и управления». По 2018 году она задекларировала 799 355 гривен дохода.
В конце августа 2019 года Кабинет министров Украины назначил Марину Лазебную председателем Государственной социальной службы Украины. 2 октября 2019 года правительство Гончарука уволило её с этой должности.
3 марта 2020 года на заседании фракции «Слуга народа» была предложена Президентом Украины Владимиром Зеленским на пост министра социальной политики.
Марина Лазебная одна из основателей ОО «Новый социальный выбор» и «Социальный порядок».